# Compas (géométrie)
Pour les articles homonymes, voir compas.

Dessin d'un cercle avec un compas.

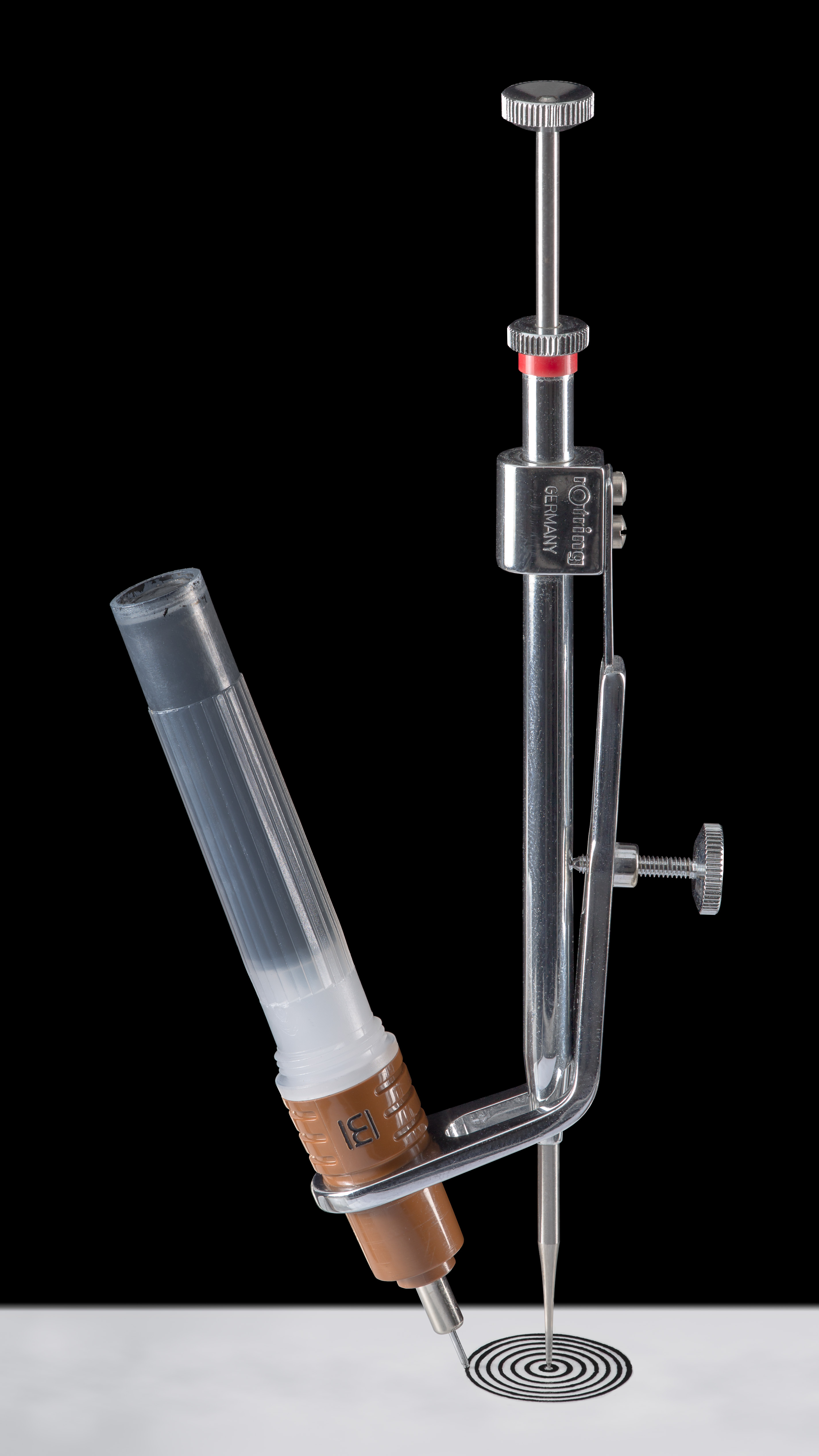
Compas muni d'un stylo à pointe tubulaire.

Un compas est un instrument de géométrie qui sert à tracer des cercles ou des arcs de cercle, mais aussi à comparer, reporter ou mesurer des distances. Il est constitué de deux branches jointes par une articulation. Les compas sont, ou ont été, utilisés en mathématiques, pour le dessin technique, en géographie pour le tracé et l'utilisation des cartes, etc.
Les compas sont classifiés en fonction de leurs caractéristiques de conception ou par leurs usages.

## Étymologie
Le terme est un déverbal de « compasser » lui-même issu du bas latin compassare signifiant « mesurer avec le pas », qui s'est spécialisé dans le sens actuel dès le XIIe siècle. 

## Classification par conception

### Types de pointe

#### Compas porte-crayon
Si les deux pointes sont différentes une des pointes représente le centre du cercle. L’autre pointe comporte un crayon ou un stylo permettant de tracer des cercles ou des arcs de cercle.

#### Compas à pointes sèches
Le compas est dit à « pointes sèches » si les deux pointes sont identiques. Les compas à pointes sèches sont utilisés soit pour marquer par une légère rayure un cercle ou arc de cercle dans un matériau ou pour reporter une longueur. Le compas à pointes sèches est généralement utilisé par les marins, les usineurs, les charpentiers, les ébénistes ou les tailleurs de pierre, etc. pour mesurer ou reporter des dimensions.

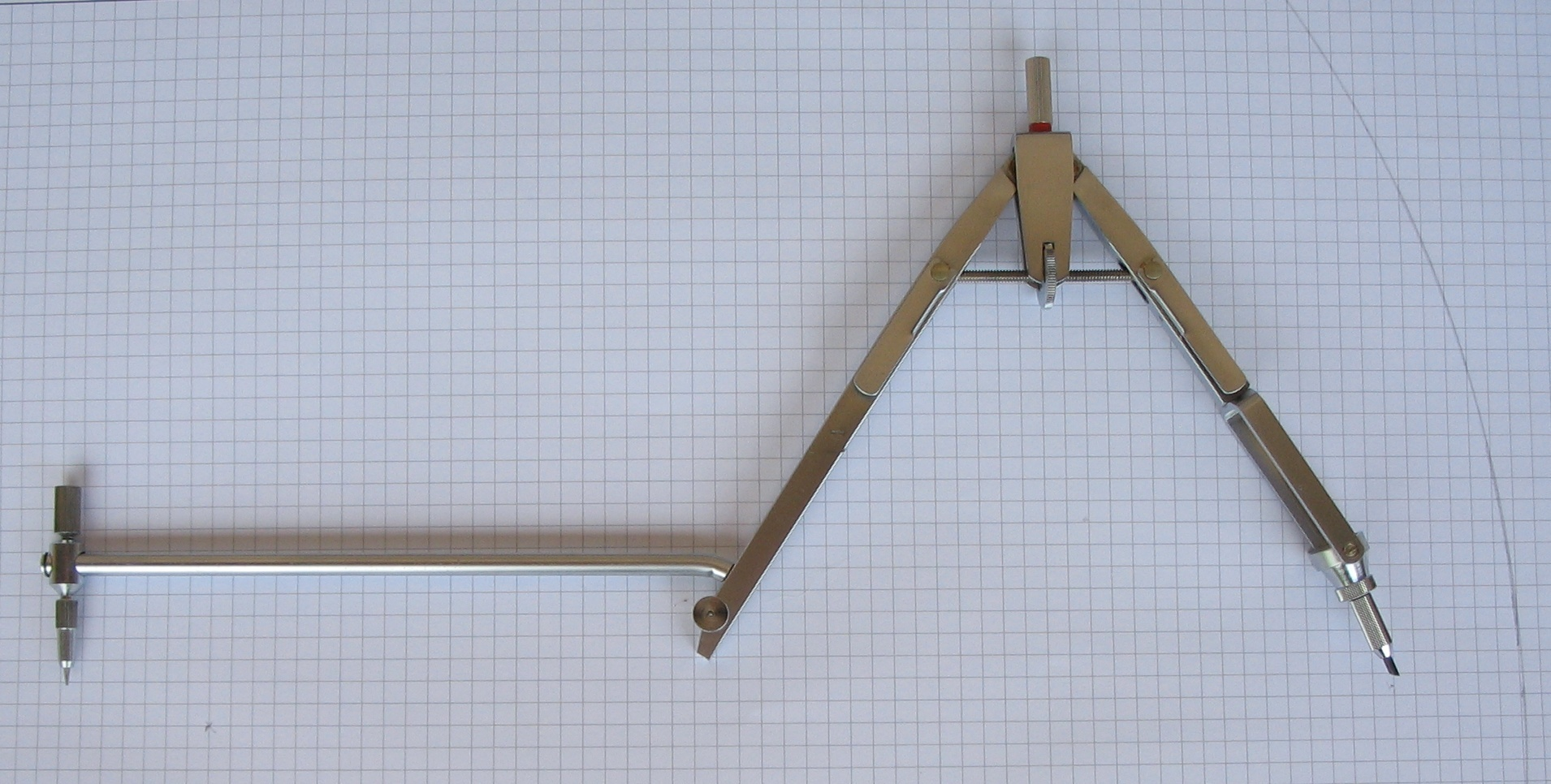
Compas à crayon. Ce compas comporte une rallonge.
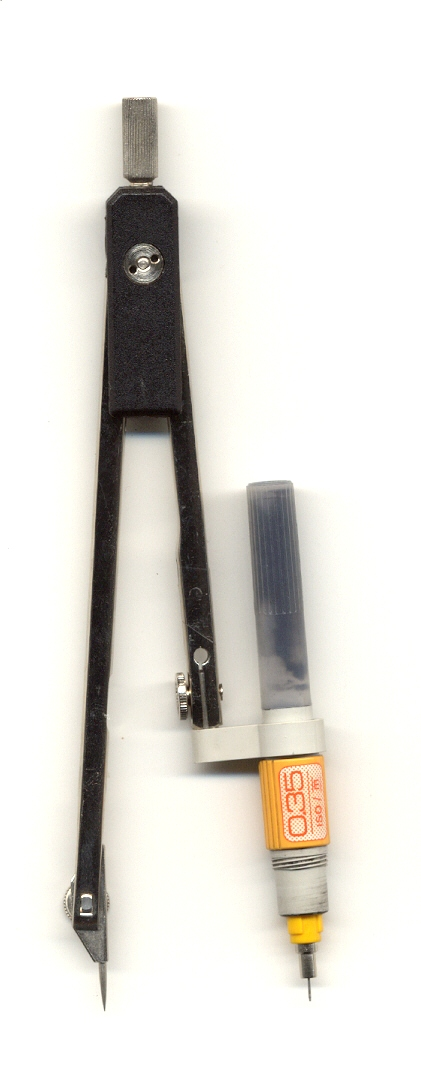
Compas porte-crayon. Ce compas permet d’adapter divers crayons. Il est ici équipé d’un stylo à encre de dessinateur.
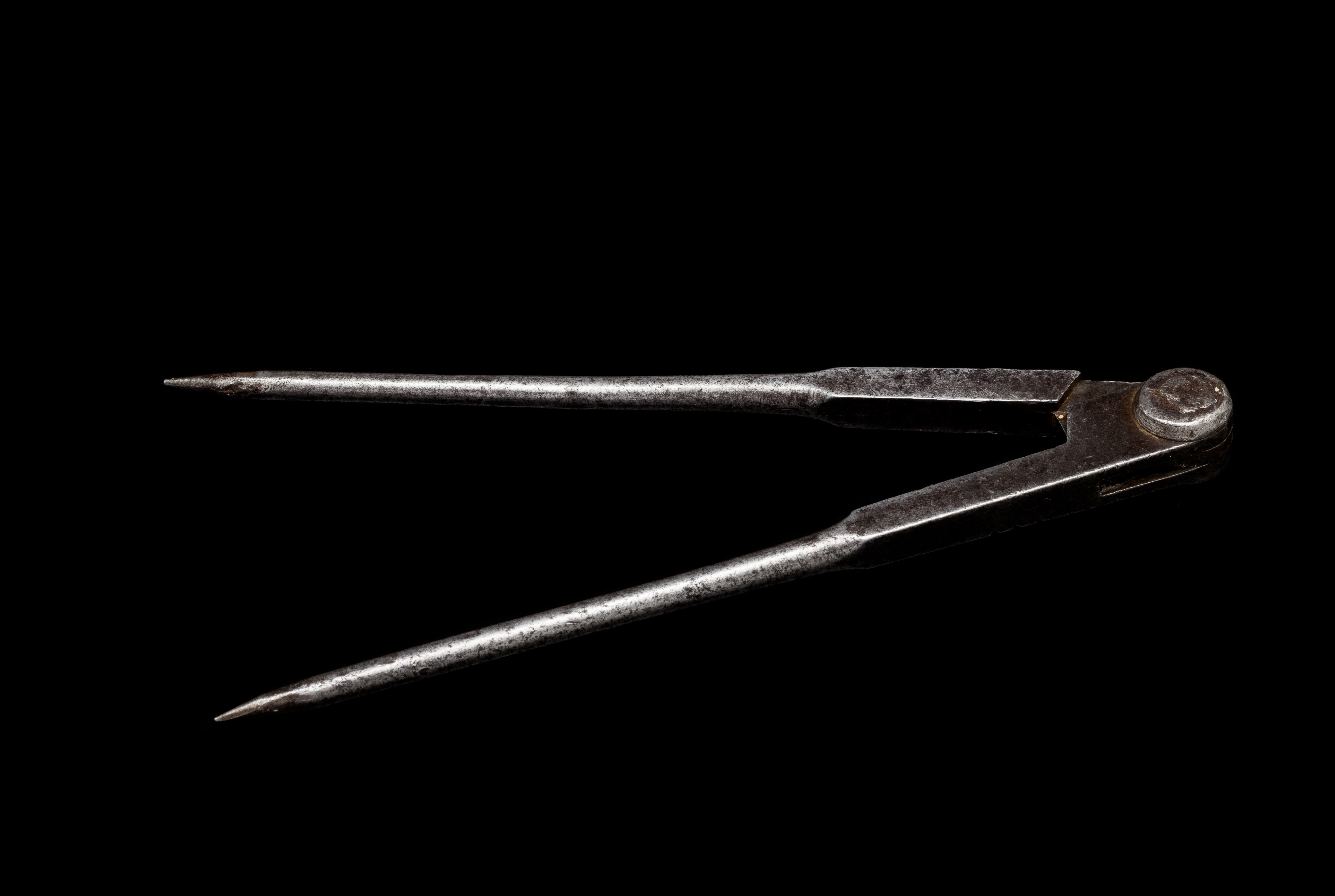
Compas à pointes sèches.

### Types d'articulation

#### Compas à charnière
C’est le compas le plus simple. Il est constitué de deux bras articulés autour d’une charnière. Il est parfois équipé d’un secteur permettant de le bloquer par une vis dans une position donnée. En fonction de la dimension du secteur, il peut être appelé compas 1/4 de cercle.

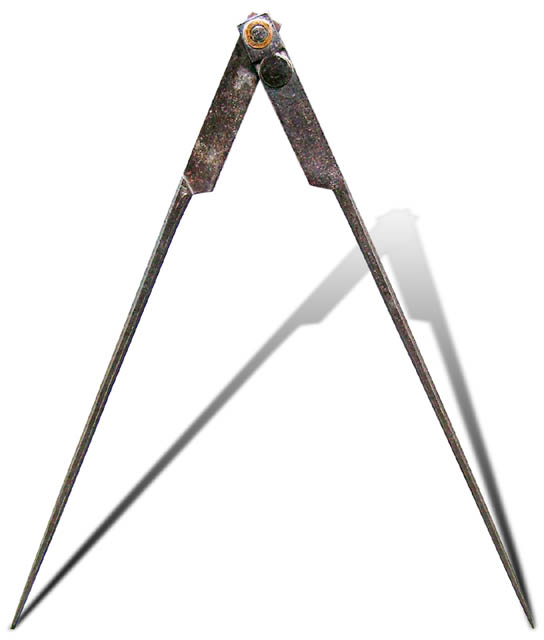
Compas à charnière simple en fer forgé. XVIIIe siècle.
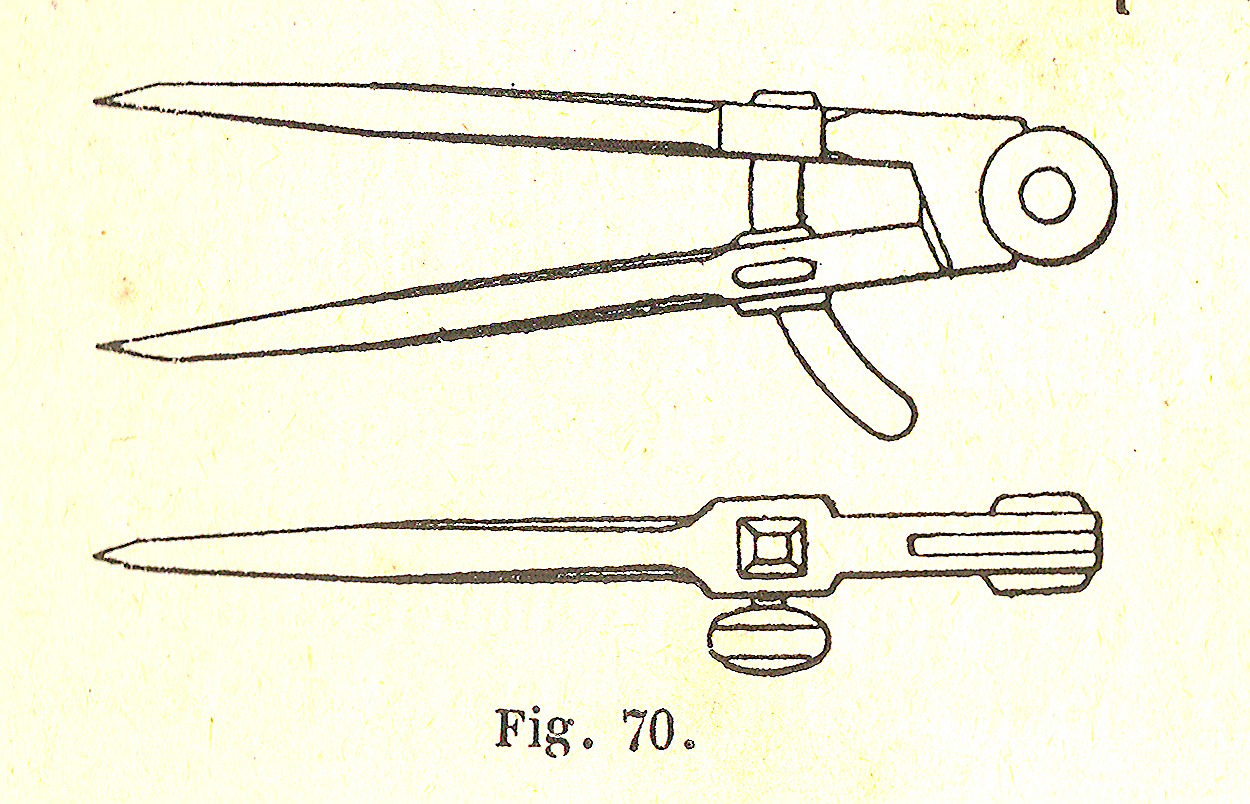
Compas à secteur.

#### Compas à ressort
L’articulation du compas est équipée d’un ressort qui écarte les deux bras. Le compas est réglé à l’aide d’une vis et d’une molette, qui permettent de le bloquer dans une position donnée. La précision est meilleure que pour les compas à articulation.
On l'appelle aussi compas à balustre.

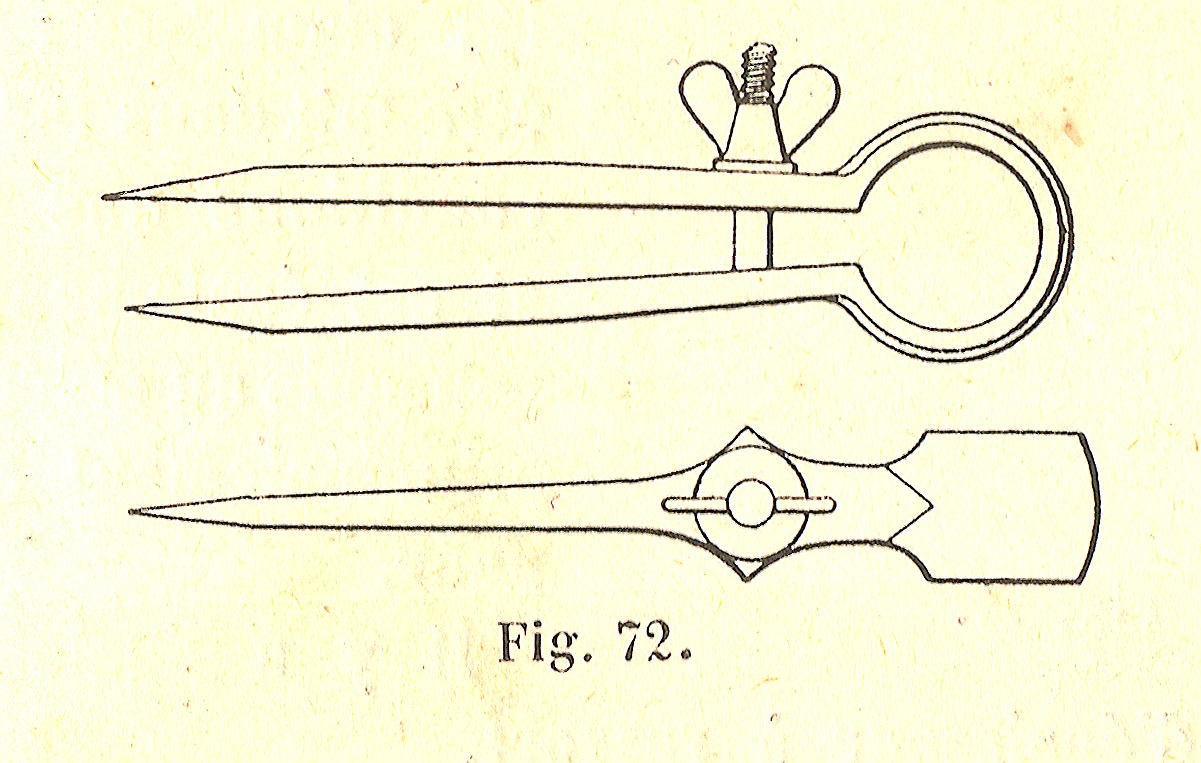
Compas à ressort (représentation du XIXe siècle).

## Classification par usage

### Compas droit
C’est la forme la plus simple et la plus classique de compas. Les deux branches sont droites.

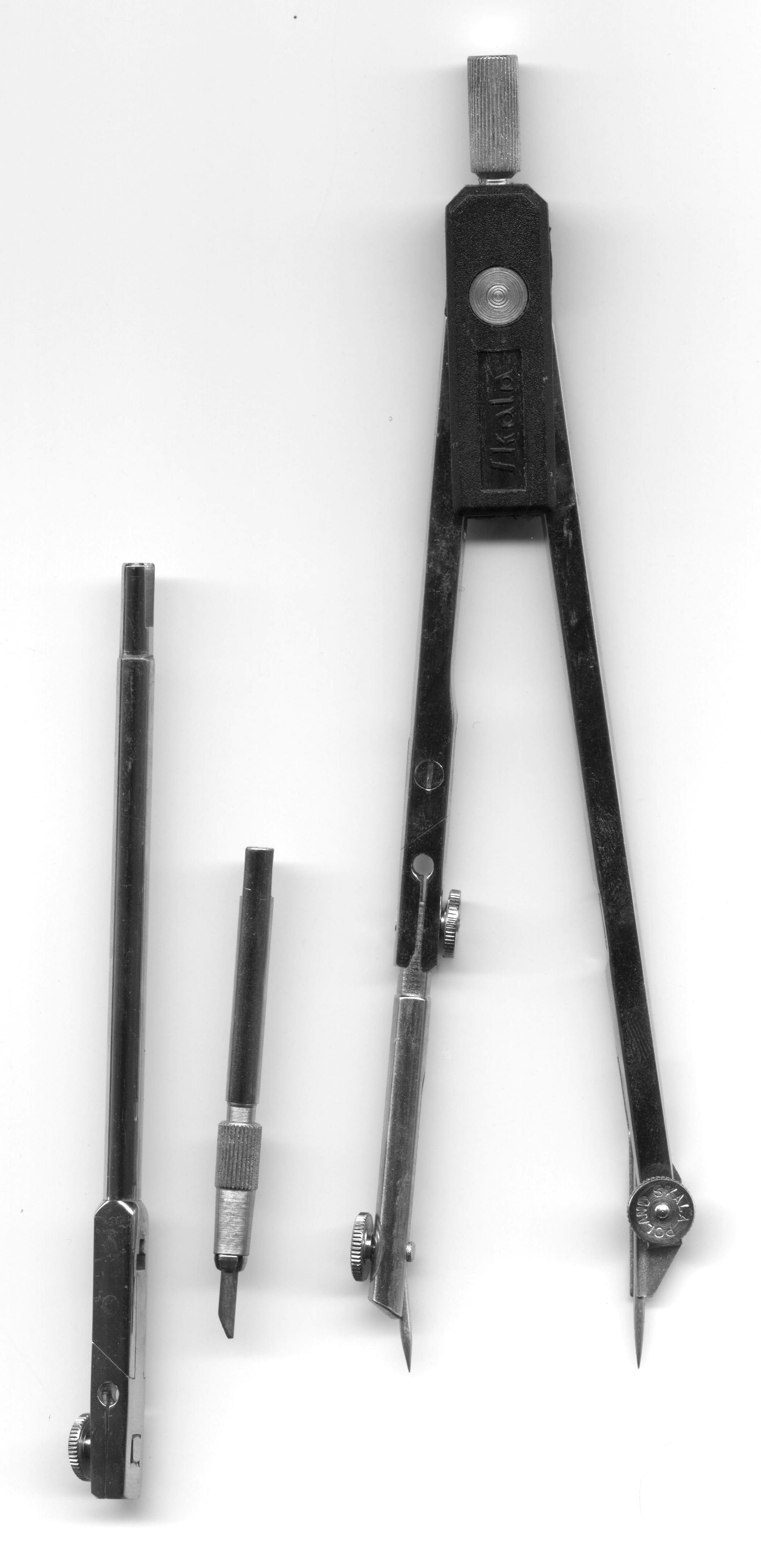
Compas droit à charnière.
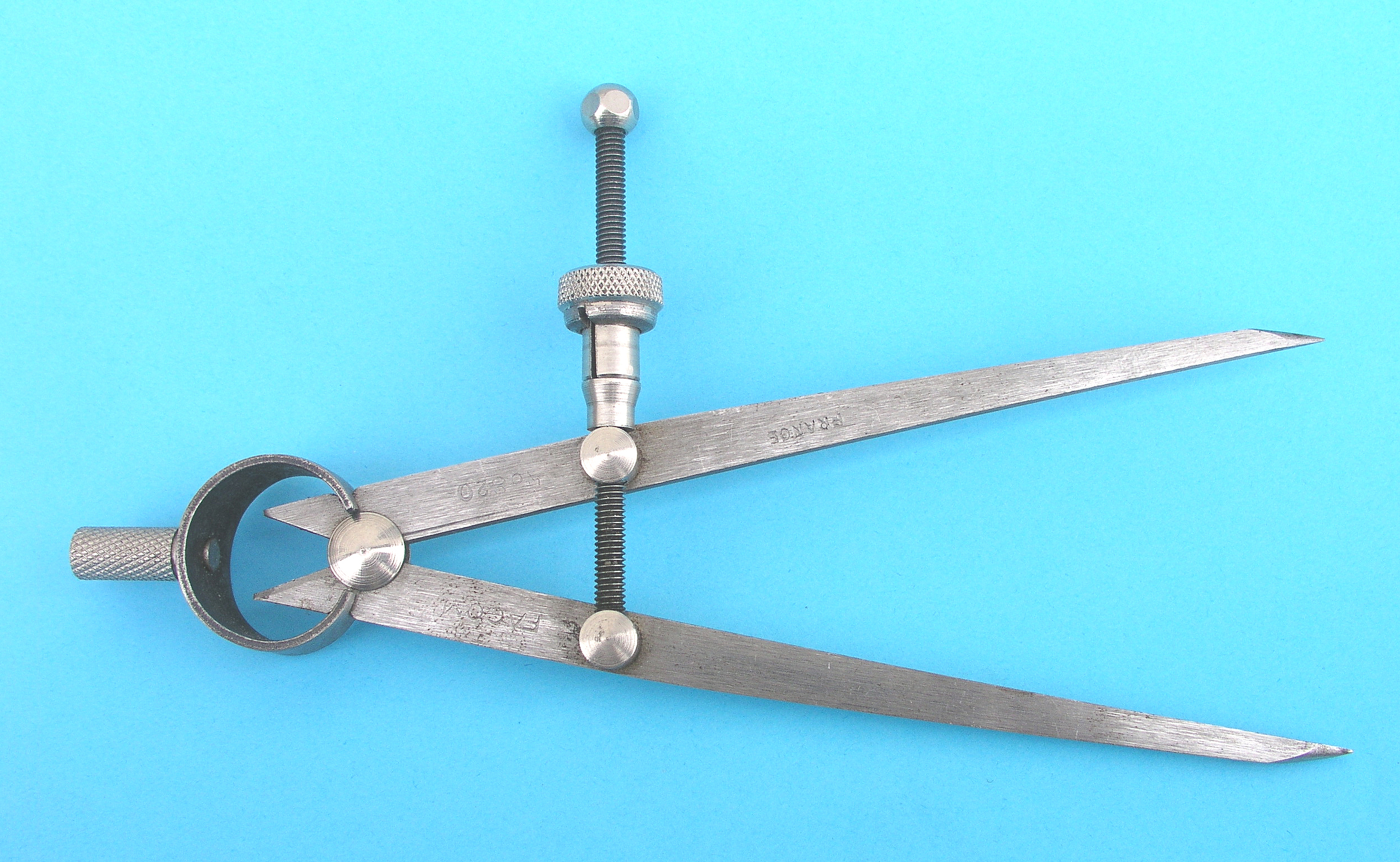
Compas droit à ressort et à pointe sèche.

### Compas d’épaisseur
Le compas d'épaisseur est un outil qui permet de relever une cote,
pour transférer des mesures ou contrôler des épaisseurs. Ses deux bras ont une forme caractéristique qui évite à l'opérateur d’être gêné quand il effectue la mesure.

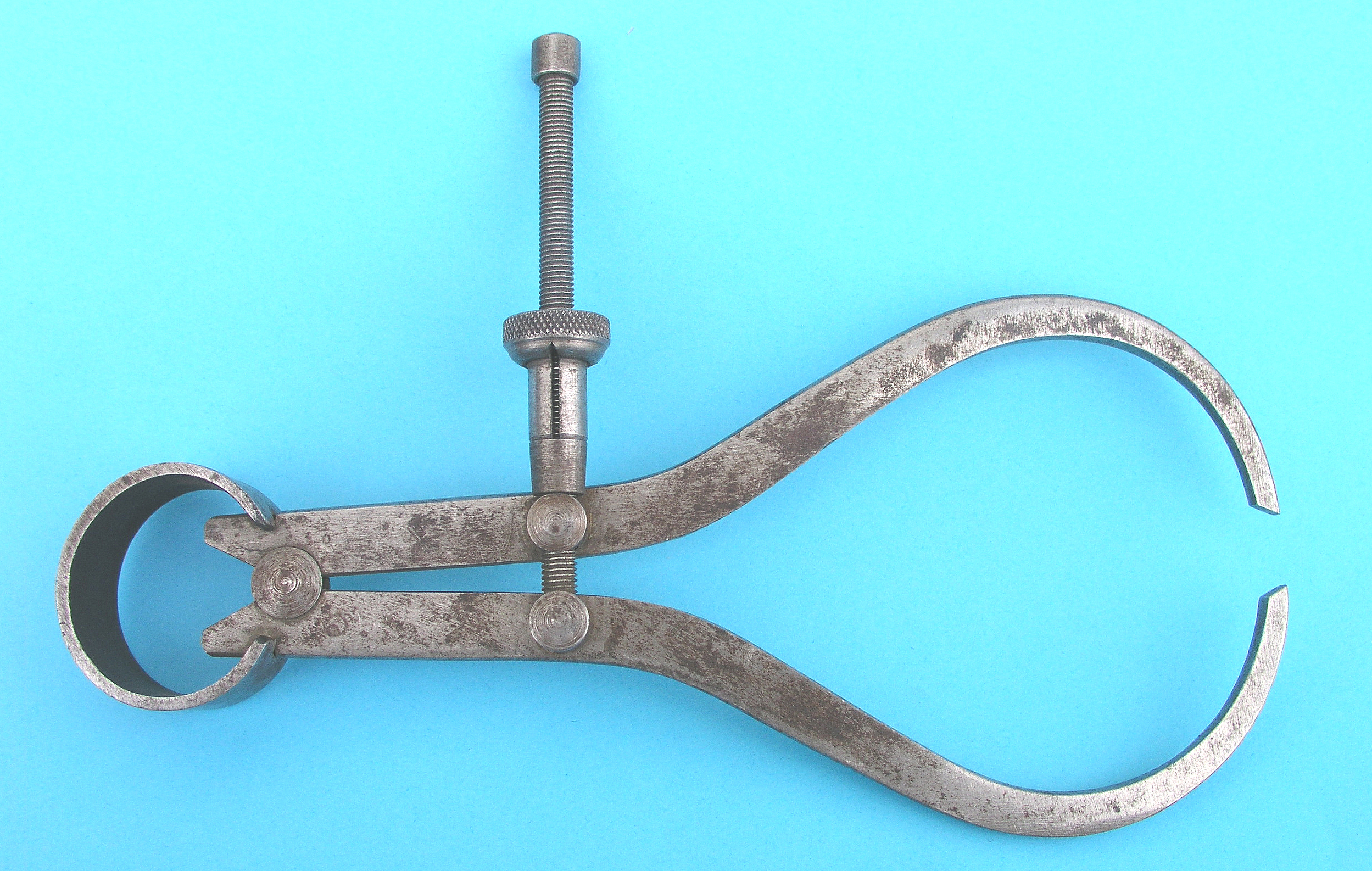
Compas d’épaisseur à ressort.
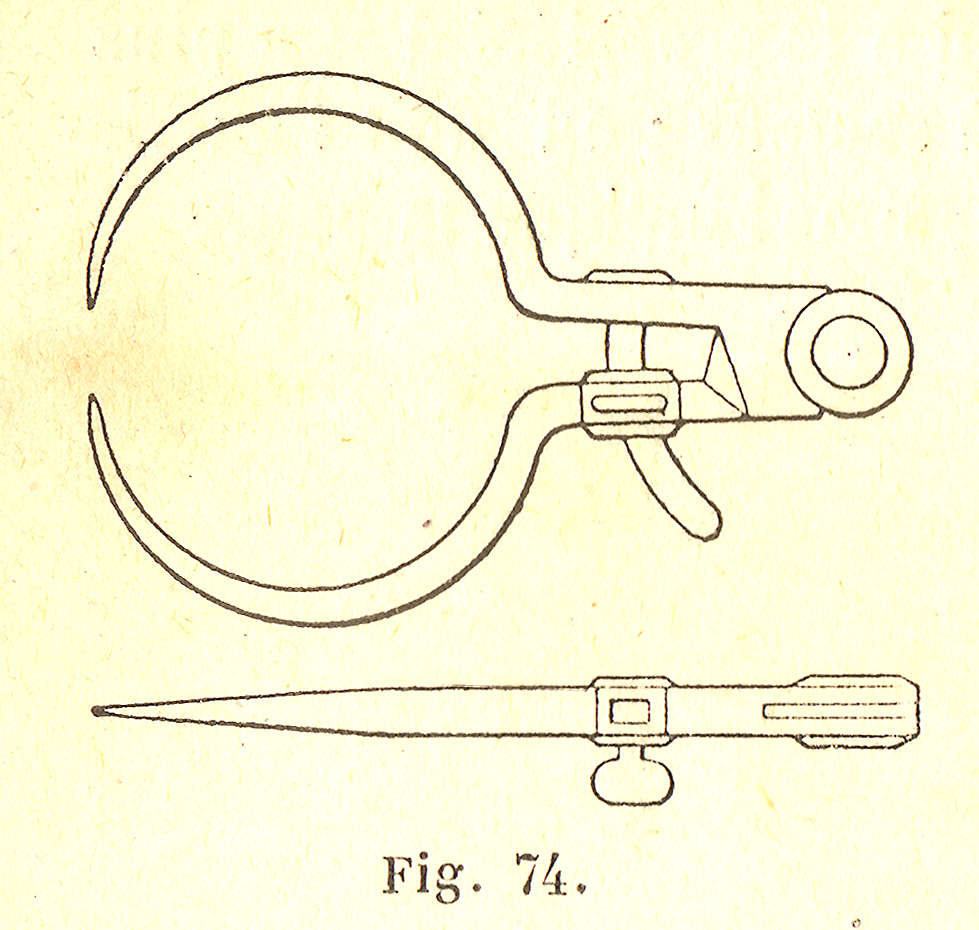
Compas d’épaisseur à secteur.

### Compas d’intérieur
Nommé aussi maître à danser, le compas d’intérieur a un usage similaire au compas d’épaisseur. Il permet de mesurer ou de reporter la dimension d’un diamètre intérieur comme un alésage.

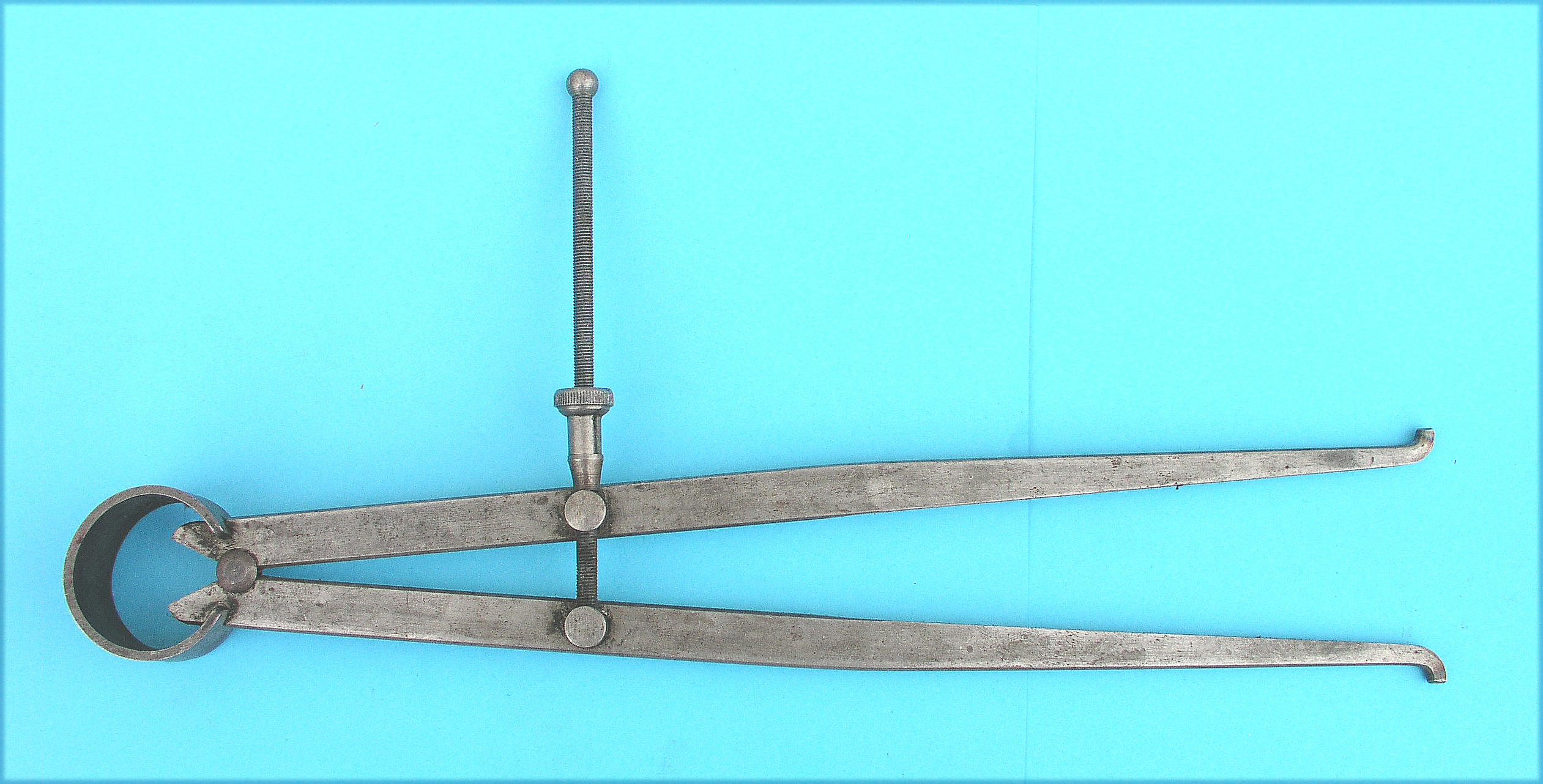
Compas d’intérieur à ressort.
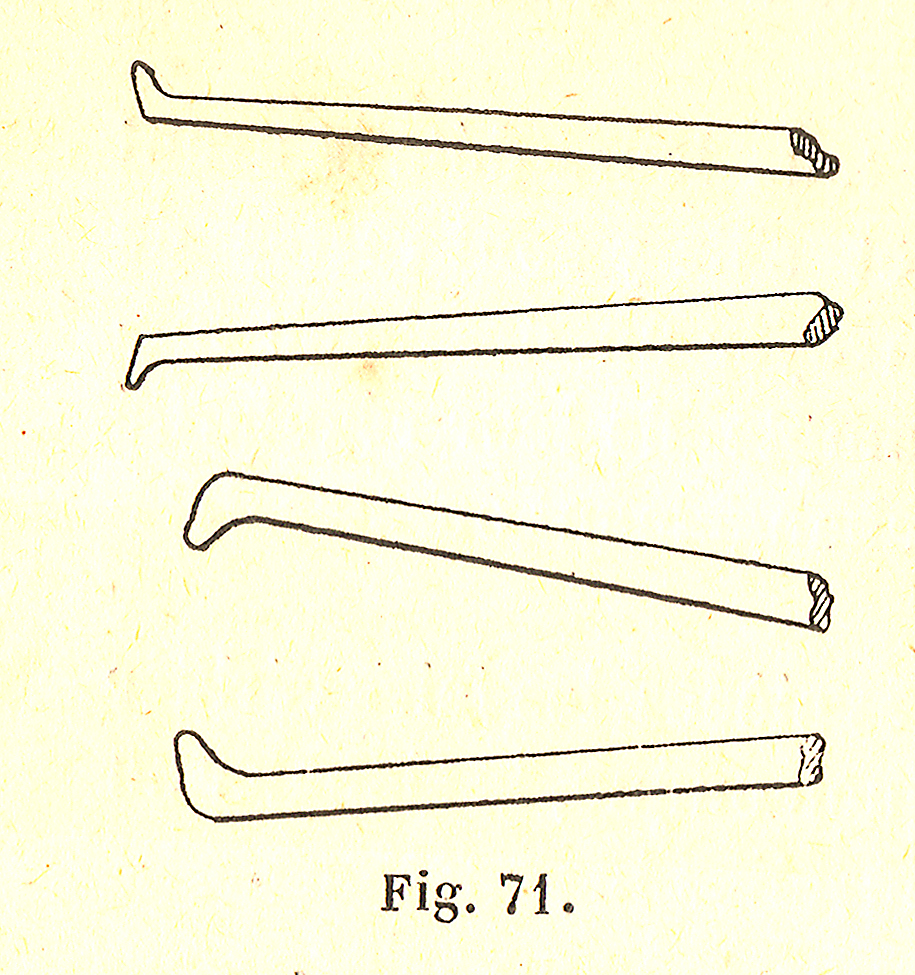
Détail de l'extrémité.

### Compas à verge
Le compas à verge ou compas trusquin est une sorte de compas composé de deux coulisseaux positionnables sur une bande (verge) et portant chacun une pointe sèche, un porte mine, un tire-ligne, ou similaire. Son usage est identique à celui d'un compas droit, mais adapté aux grandes dimensions.

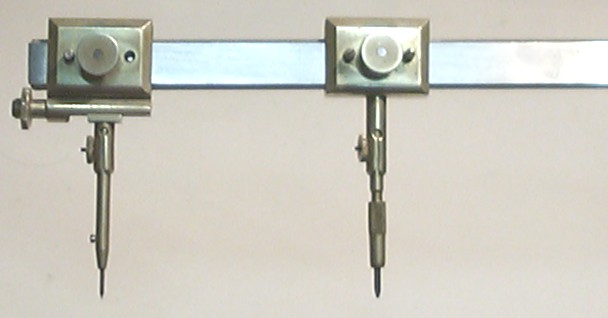
Compas à verge.
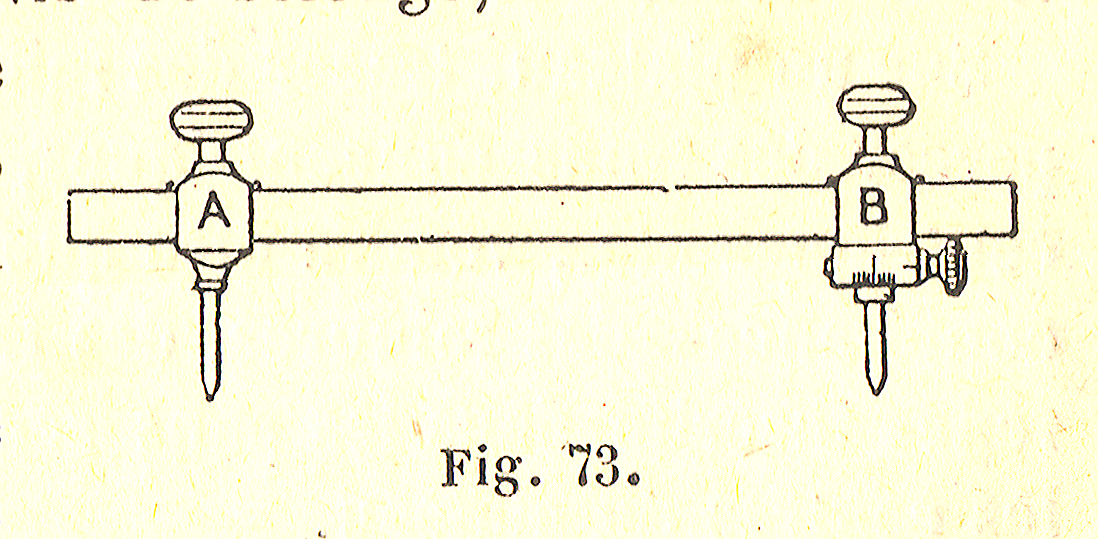
Représentation du XIXe siècle.

### Compas de transfert
Le compas de transfert est un outil utilisé pour transférer les contours d'une forme sur une autre forme.

### Compas de réduction

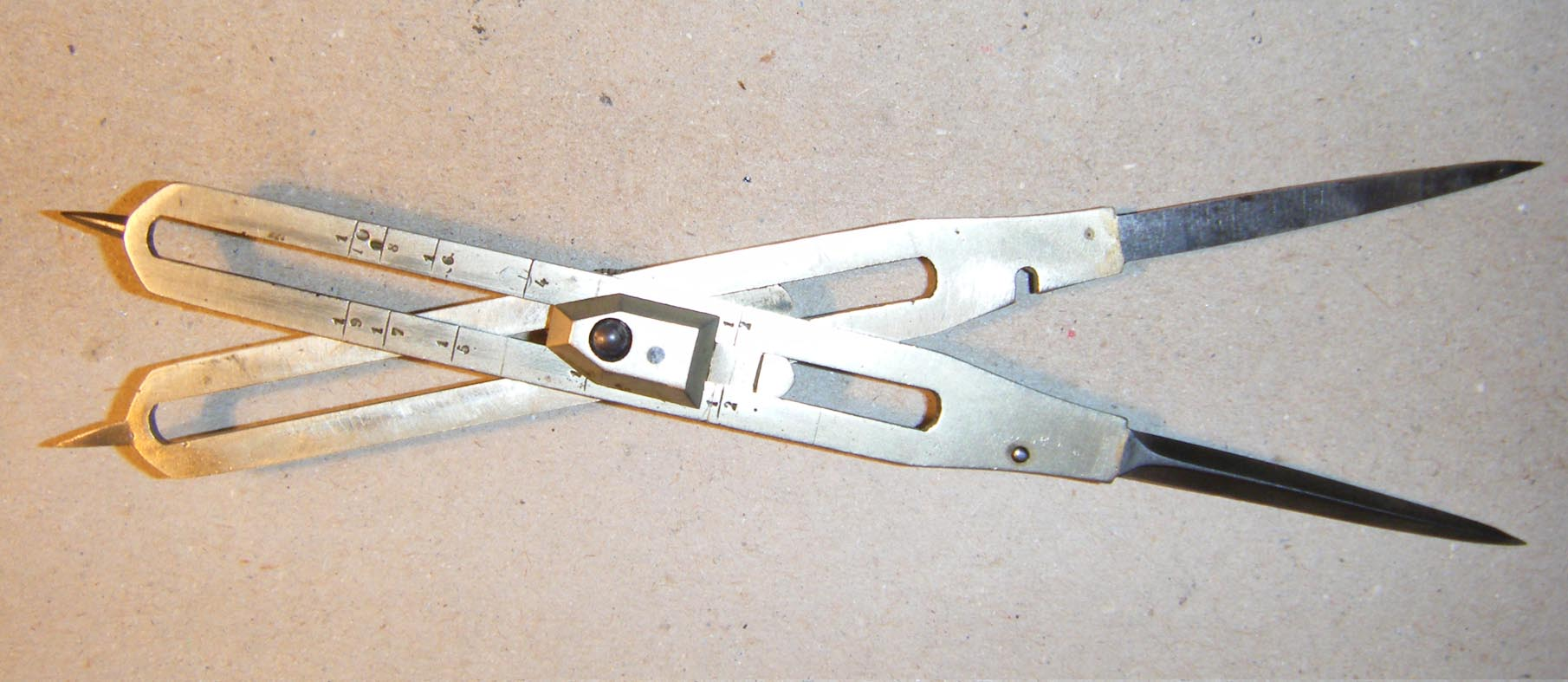
Un compas de réduction datant de la fin du XIXe siècle.

Le compas de réduction, composé de deux branches à deux pointes sèches chacune, permet d'agrandir ou de réduire un dessin. Il a été utilisé en géographie, pour des changements d'échelle.
En sculpture, en gravure et en dessin, notamment topographique, il servait au praticien chargé de reproduire un modèle à l'échelle à reporter les distances des points repèrés sur le modèle et sur la copie à l'échelle.

## Constructions à la règle et au compas
Les constructions à la règle (non graduée) et au compas sont celles que l'on peut réaliser dans le plan à partir de cercles, de droites, et d'intersection de ces figures, c'est-à-dire idéalement avec les deux outils cités. Le compas est un outil de géométrie euclidienne : il permet de reporter des longueurs et le tracé de cercles, donc de médiatrices, de milieux de deux points, d'angles droits… 
D'après le théorème de Mohr-Mascheroni, toute construction de point qui peut se réaliser à la règle et au compas peut se réaliser au compas seul. Par contre la règle non graduée seule ne permet pas de réaliser toutes ces constructions (la géométrie de l'alignement est essentiellement la géométrie projective).

## Symbolisme
Le compas est souvent considéré comme l’emblème des sciences exactes et de la rigueur mathématique, ainsi qu'un symbole de prudence, de justice, de tempérance et de véracité.  Sa symbolique, associée à celle de l’équerre, se retrouve dans le compagnonnage et la franc-maçonnerie.

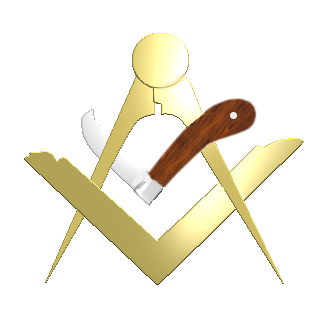
Armoiries de l'Ordre des francs-jardiniers.
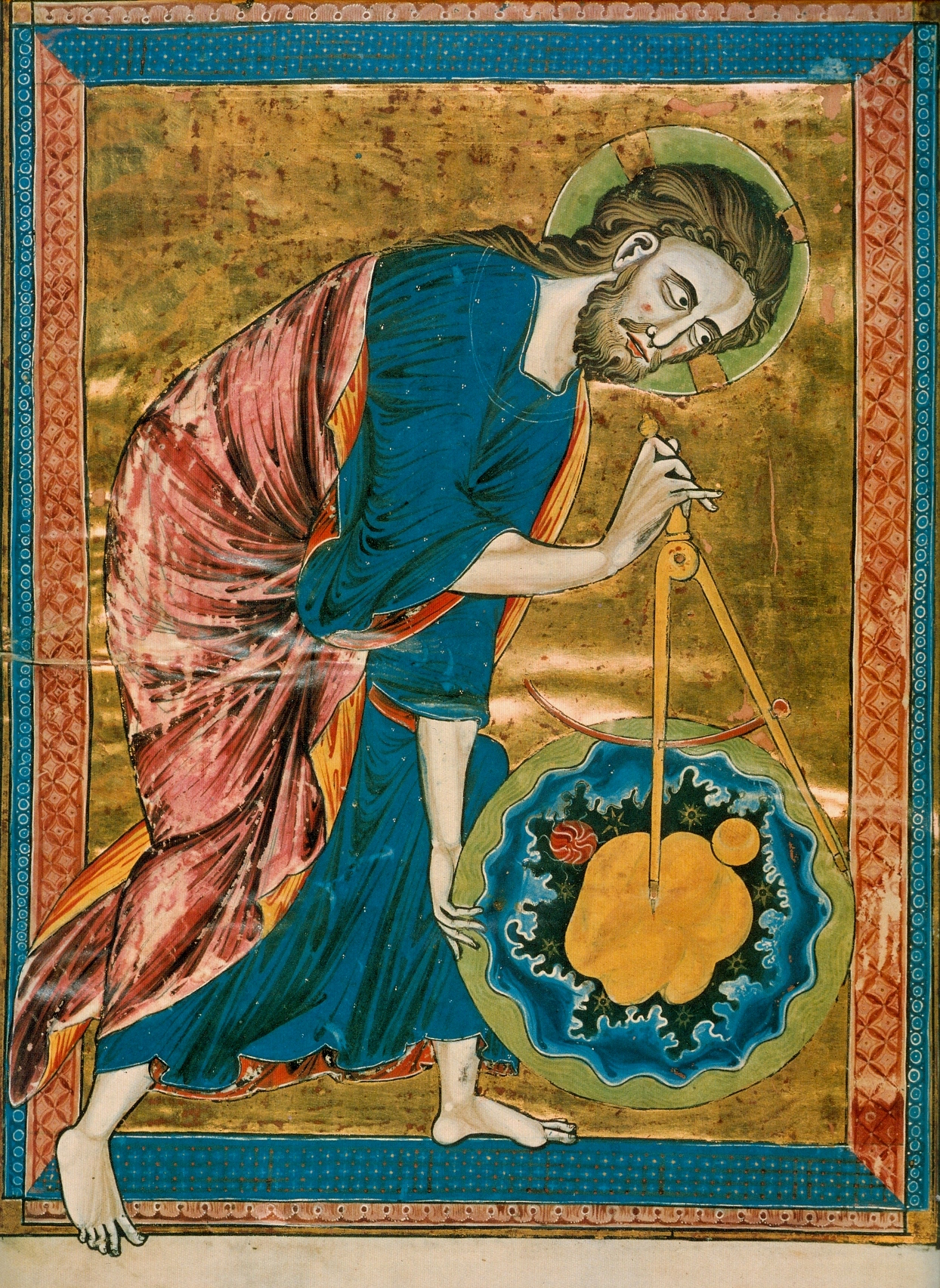
Dieu géomètre, Bible moralisée de Vienne 2554, f.1v.
Armoiries de la RDA (République démocratique allemande ou Allemagne de l’Est).
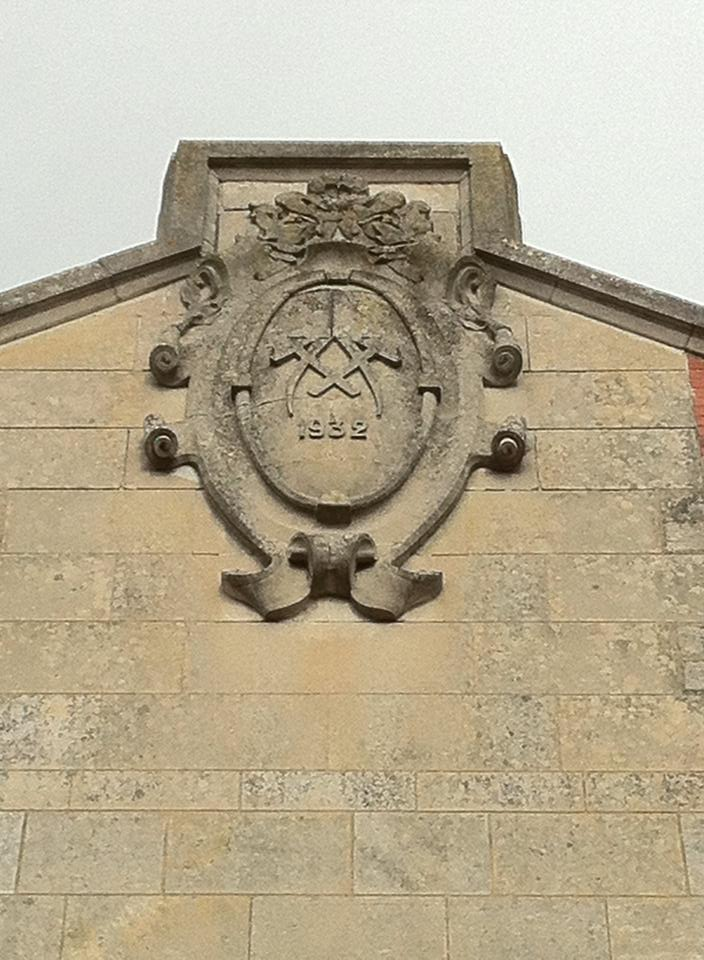
Motif ornemental, école nationale professionnelle de Vierzon devenue le lycée Henri-Brisson (1932).

Dans le compagnonnage, seuls les corporations de cordonniers et de boulangers ne pouvaient porter l'équerre.
Dans la tradition maçonnique, l'équerre est le symbole de la matière, le compas est le symbole de l'esprit.

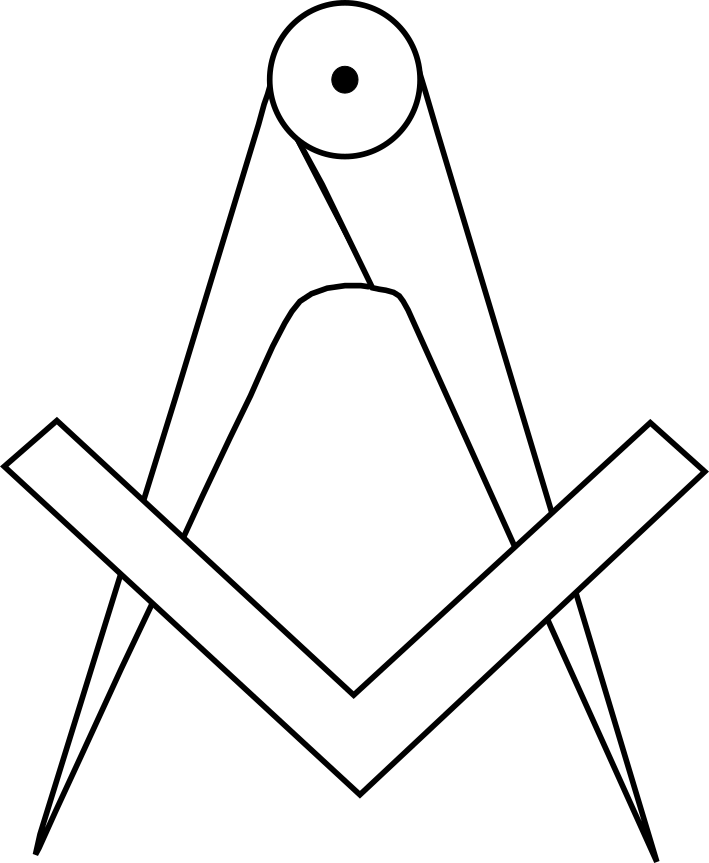
L'équerre sur le compas, symbole des apprentis franc-maçons.
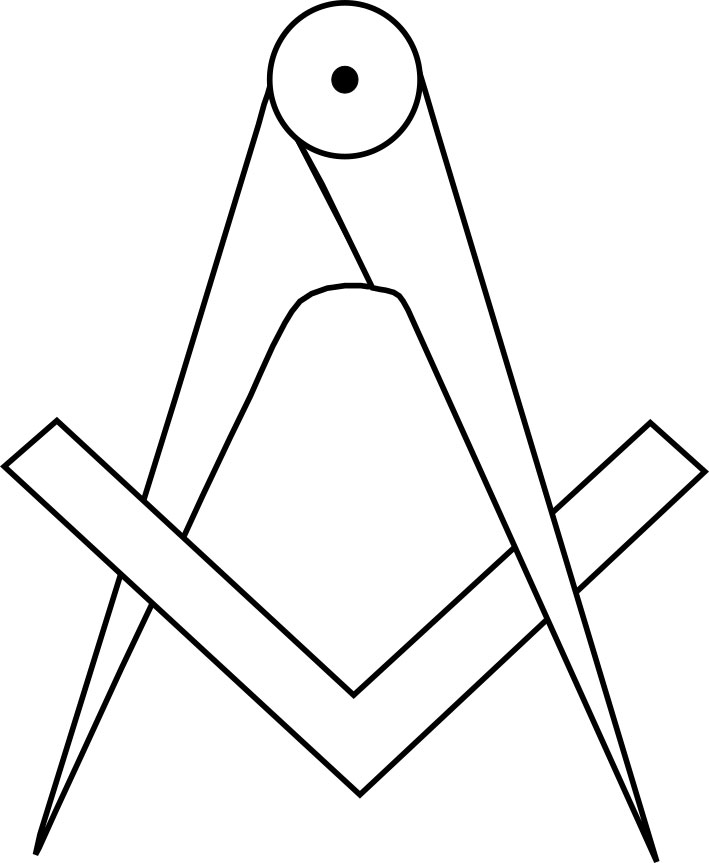
Symbole des compagnons franc-maçons.
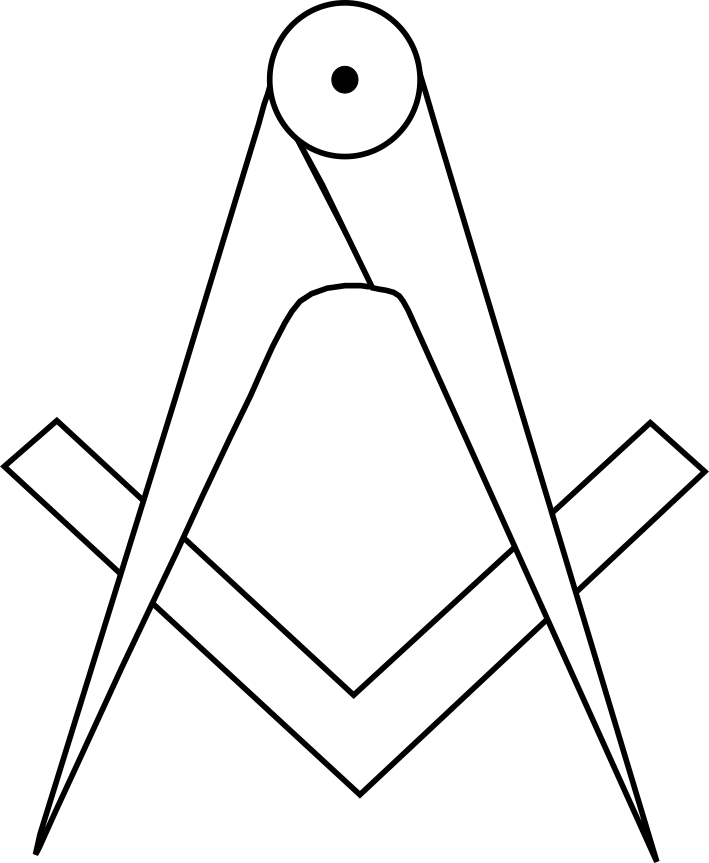
Le compas sur l'équerre, symbole des maîtres franc-maçons.

Les Grecs attribuaient son invention à Talos, le neveu de Dédale. C'est cette invention, parmi d'autres, qui poussa son oncle jaloux à l'assassiner.